# Silicon Valley Bank
Silicon Valley Bank (з англ. - «Банк Кремнієвої долини») — комерційний банк, що входив до складу фінансової групи SVB Financial Group (Каліфорнія). 10 березня 2023 визнаний банкрутом.
Група працювала у Великій Британії, Ірландії, Німеччині, Ізраїлі, КНР, Гонконгу, Індії, Данії, Канаді та островах Кайман. 16 місце за консолідованими активами у списку ФРС за 2022 рік. У списку Fortune 500 за 2021 — 613-е місце.

## Історія
Silicon Valley Bank був заснований у 1983 році в Сан-Хосе (Каліфорнія). У 1985 році було відкрито відділення в Пало-Альто, а в 1986 році — у Санта-Кларі. 1988 року було проведено первинне розміщення акцій. У 1995 році головний офіс був переміщений із Сан-Хосе до Санта-Клари. У 1999 році була створена холдингова компанія SVB Financial Group, зареєстрована в штаті Делавер. 2004 року розпочато діяльність у Великій Британії та Індії, а 2005 року — у КНР та Ізраїлі. У 2012 році було засновано спільне підприємство з Shanghai Pudong Development Bank, яке займається венчурним фінансуванням у Китаї.
На кінець 2022 року активи склали 211,8 млрд доларів, з них 120,1 млрд довелося на інвестиції в цінні папери (в основному іпотечні), 73,6 млрд — на видані кредити (в основному кредити понад 30 млн у рамках венчурного фінансування компаній у сферах технологій та охорони здоров'я); близько половини виданих кредитів припало на штати Каліфорнія, Нью-Йорк та Массачусетс. Важливий напрямок діяльності — фінансування виноробних господарств заходу США. Прийняті депозити становили 173,1 млрд доларів.

## Банкрутство
8 березня 2023 року банк змушений був продати зі значним збитком пакет цінних паперів на 21 млрд доларів (держоблігації США та іпотечні цінні папери); в результаті того ж дня акції банку впали на 60 % (на 80 % порівняно з максимумом наприкінці 2021 року), після чого торги цими акціями було припинено. Клієнти почали масово забирати депозитні вклади, і 10 березня 2023 року банк оголосив про припинення платежів і був переведений під контроль Каліфорнійського відділу Федеральної корпорації та страхування депозитів. Основною причиною фінансових проблем банку називають підвищення облікової ставки у 2022 році, і, як наслідок, падіння інтересу інвесторів до венчурного фінансування. У 2022 році, порівняно з 2021 роком, розмір виданих кредитів зріс з 65,9 млрд доларів до 73,6 млрд, у той час, як розмір прийнятих депозитів скоротився з 189,2 млрд до 173,1 млрд; відповідно банку довелося брати короткострокові кредити, цей показник виріс з нуля до 13,6 млрд доларів.